# The Ultimate Aural Orgasm
A The Ultimate Aural Orgasm a Scooter tizenkettedik albuma, az első, amelyet Michael Simonnal közösen készítettek el. 2007. február 9-én jelent meg, az Excess All Areas után, valamint 2013. augusztus 30-án, a "20 Years Of Hardcore"-sorozatban, kétlemezes kiadásban. Eredeti változata egylemezes, ennek Deluxe verziója két CD-s, a másodikon különféle remixek és ritkaságok mellett néhány szám is felkerült az Excess All Areas albumra már fel nem férők közül. A 2013-as újrakiadás remixeket és B-oldalakat tartalmaz.
A lemez felvételei során közreműködött a turnékon velük együtt játszó Jeff "Mantas" Dunn is (az Imaginary Battle kivételével mindegyik számban ő adja a gitár-alapokat) és Nikk a női vokálok terén, valamint egy számban a Bloodhound Gang énekese, Jimmy Pop. A lemez részben a klasszikus hard dance hangzást vitte tovább a Brit-szigetek népzenei motívumaival, részben pedig új, alkalmanként élőzenei alapokkal kísérletező stílusú számokkal. Nem lett túl sikeres, külön turnét nem szerveztek hozzá, későbbi turnékon viszont felbukkant pár szám róla.

## Áttekintés
2006 augusztusában változás történt a Scooter harmadik pozíciójában: az addigi tag Jay Frog kilépett, hogy szólókarrierjét folytathassa. Helyére Michael Simon érkezett, egy német house-DJ, aki a kilencvenes évek eleje óta zenélt rendszeresen Hamburg legelőkelőbb klubjaiban. A választás kézenfekvő volt, hiszen Simon sokszor megfordult a Scooter stúdiójában, valamint korábban a Shahin & Simon duó tagjaként a rave-korszakban Scooter-számokat remixelt és egy turnéra is elkísérte az akkori zenekart.
A 2006-os év nem kényeztette el a rajongókat újdonságokkal. A 2005 szilveszterére kiadott Apache Rocks The Bottom-on és a koncertfelvétel Excess All Areas-on kívül semmilyen új kiadvány nem jelent meg. Így mindenki alig várta, hogy hallhassa, milyen lesz az új Scooter-korong. Némi aggodalommal töltött el egyeseket, hogy Michael Simon a house műfajában mozog otthonosan, s hogy ez hatással lesz a csapat stílusára is. Michael azonban már szinte a belépésével egyidőben nyitott egy MySpace-profilt, melyben folyamatosan tájékoztatta a rajongókat a legfrissebb fejleményekről – többek között megnyugtatta őket, hogy nem kell aggódniuk a váltás miatt, a stílus a régi lesz. Eredetileg szó volt egy október 9-én megjelenő kislemezről, ám ez végül nem került kiadásra, ennek tényét Michael egy viccnek szánt üzenettel ismerte el, melyben azon tréfálkozott, hogy az összes eddig elkészült számuk elveszett a számítógép hibája miatt. Az első számot, a végül kislemezként kiadott "Behind The Cow"-t december elsején mutatták be egy televíziós fellépés alkalmával, amikor is a rapbetétet egy német rapper, Lincoln szolgáltatta a kislemezverzió Fatman Scoop-ja helyett.

## A dalokról
A lemezről általánosságban elmondható, hogy folytatja a korábbi Scooter-hangzást, mégis, három jelentős tulajdonságában eltér tőlük. Az egyik a skót népzenei motívumok felhasználása, a másik a Mantas gitárjátékával színesített, már-már élőnek hangzó zenei alapok, a harmadik pedig a klubzenék feltűnése.
Az első szám a szokásokhoz híven egy intro: a Horny in Jericho egy tisztelgés a 2001: Űrodüsszeia előtt. Rögtön ezt követi a Behind The Cow, melyben H.P. Baxxter tudatja velünk, hogy a "Chapter Four" elkezdődött. A szám némiképp eltér a régebbi kislemezektől: elektromos gitárjáték és Fatman Scoop rapbetétje színesíti az egyébként The KLF-alapokon álló dalt. Ezt követi a "Does The Fish Have Chips?", mely a leginkább hasonlít egy valódi együttes által előadott számra: dobok, elektromos gitár, a Blurtől átvett kiabálás, és Nikk orgazmus-imitációja teszik érdekessé. A "The United Vibe"-ban pedig a skótduda-motívum is felbukkan.
Ezután egy törés következik: stílusváltásnak lehetünk fültanúi, jönnek a klubzenék. A Lass Uns Tanzen másodikként jelent meg kislemezen, mint a Scooter első német nyelvű kislemeze, amellyel bevallottan a klubok felé kívántak nyitni – meglehetősen felemás sikerrel, bár a dal később több remix alapja lett. Az utána következő "U.F.O. Phenomena" egy Kraftwerk-átdolgozás, szintén a klubok számára készített dal.
A "Ratty's Revenge" már tartalmaz skót népzenei betétet, amely meglehetősen furcsán hat két kemény hard trance-részlet közé beszorítva. A "The Shit That Killed Elvis" érdekessége, hogy később J’adore Hardcore címen újra feldolgozták, de akkor más stílusban – az eredeti dalhoz a Bloodhound Gang frontembere, Jimmy Pop is adta a hangját. Az "Imaginary Battle" folytatja a lemez addigi hangzásvilágát, egyben ez az egyetlen szám a lemezen, amelyben bár hallatszik gitár, azt mégsem Mantas játszotta fel. Az ezt követő "Scarborough Affair" egy félig lassú, félig gyors trance-dal, népdal-motívummal megfűszerezve. A számot később "Scarborough Reloaded" címen ismét feldolgozták, ekkor már B-oldalas számként, melyet a Ti Sento mellé adtak, és koncerteken nagy sikerrel játszottak.
Az "East Sands Anthem" az album legérdekesebb szerzeménye, három fő motívumból épül fel: a Nikk által énekelt opera-betétből, az eltorzított H.P.-hangon szóló techno-betétből, és a skótdudás dallamból. Mindez együtt rendkívül különleges hangzást eredményez. A lemez utolsó dala a "Love Is An Ocean" a régi szokásokat megtartva egy klasszikus trance-szerzemény lett.
Az iTunes Store-on lemezt vásárolók bónuszdala, a "Firth of Clyde" szintén egy trance-szerzemény, az évekkel korábban megjelent "Firth of Forth"-ra való reflektálás.
A limitált verzió 2CD-s kiadásban jelent meg, rajta az "Excess All Areas"-ról lemaradt számokkal, valamint két új remixszel.

## Számok listája
CD 1
| #  | Cím                        | Szerző | Hossz |
| -- | -------------------------- | --- | ----- |
| 1  | Horny In Jericho           | H.P. Baxxter, Rick J. Jordan, Michael Simon, Jens Thele                                                                               | 02:48 |
| 2  | Behind The Cow             | H.P. Baxxter, Rick J. Jordan, Michael Simon, Jens Thele, Fatman Scoop                                                                 | 03:31 |
| 3  | Does The Fish Have Chips?  | H.P. Baxxter, Rick J. Jordan, Michael Simon, Jens Thele                                                                               | 03:25 |
| 4  | The United Vibe            | Michele Chieregato, Roberto Turatti, Fiorenzo Zanotti, Thomas Beecher Hooker, H.P. Baxxter, Rick J. Jordan, Michael Simon, Jens Thele | 03:48 |
| 5  | Lass Uns Tanzen            | H.P. Baxxter, Rick J. Jordan, Michael Simon, Jens Thele                                                                               | 04:27 |
| 6  | U.F.O. Phenomena           | H.P. Baxxter, Rick J. Jordan, Michael Simon, Jens Thele                                                                               | 05:05 |
| 7  | Ratty's Revenge            | H.P. Baxxter, Rick J. Jordan, Michael Simon, Jens Thele                                                                               | 04:49 |
| 8  | The Shit That Killed Elvis | James M. Franks, H.P. Baxxter, Rick J. Jordan, Michael Simon, Jens Thele                                                              | 03:55 |
| 9  | Imaginary Battle           | H.P. Baxxter, Rick J. Jordan, Michael Simon, Jens Thele                                                                               | 03:56 |
| 10 | Scarborough Affair         | H.P. Baxxter, Rick J. Jordan, Michael Simon, Jens Thele                                                                               | 04:25 |
| 11 | East Sands Anthem          | H.P. Baxxter, Rick J. Jordan, Michael Simon, Jens Thele                                                                               | 04:13 |
| 12 | Love Is An Ocean           | H.P. Baxxter, Rick J. Jordan, Michael Simon, Jens Thele                                                                               | 05:45 |

Akik az albumot iTunes Store-on keresztül vásárolták meg, kaptak egy bónusz számot is, ez a Firth of Clyde. Sajnos a "20 Years of Hardcore" kiadásról ez lemaradt és azóta máshonnan nem lehet beszerezni.
CD 2
A Deluxe változat az Excess All Areas-ról lemaradt néhány élő szám mellett két új remixet tartalmaz, valamint a "Behind The Cow" videóklipjét és werkfilmjét. Emellett mellékeltek pár képet a Scooterről és egy kétoldalas posztert is.
1. Aiii Shot The DJ (Live Version)
2. Am Fenster (Live Version)
3. Acid Air Raid/Trance-Atlantic (Special Live Version)
4. Fire (Full Length Live Version)
5. Apache (Flip & Fill UK Mix)
6. Behind The Cow (3 AM Mix)
7. Behind The Cow (The Video)
8. Behind The Cow (Making Of)

### 20 Years Of Hardcore bónusztartalom
1. Behind The Cow (Spencer & Hill Bigroom Mix)
2. Behind The Cow (Spencer & Hill Dub Radio Edit)
3. Taj Mahal
4. Lass Uns Tanzen (Radio Edit)
5. Lass Uns Tanzen (Alternative Club Mix)
6. Lass Uns Tanzen (DJ Zany Remix)
7. Lass Uns Tanzen (Hardwell & Greatski Late At Night Remix
8. Lass Uns Tanzen (Tom Novy's New HP Invent Mix)
9. Te Quiero

## Közreműködtek
- H.P. Baxxter (ének)
- Rick J. Jordan (szintetizátorok, gitár, keverés)
- Michael Simon (szintetizátorok, utómunka)
- Jeff "Mantas" Dunn (gitár)
- Fatman Scoop (Behind The Cow)
- Jimmy Pop (The Shit That Killed Elvis)
- Nikk (vokál)
- Mathias Bothor (fényképek)
- Marc Schilkowski (borítóterv)

## Videóklipek
A két kislemezhez két videóklip készült. A "Behind The Cow" felvételei Indiában voltak, ahol a Scooter-tagok a helyi lakosság szereplésével forgatták le klipjüket. A jelenetek egy vasútállomáson, egy faluban, valamint a hagyományos indiai színek fesztiválján játszódnak. Egy jelenet erejéig maga Fatman Scoop is megjelenik, ahol egy TV-készülékben látszódik, mely egy taxi hátsó ülésén mutatja a rappert.
A "Lass Uns Tanzen" videója kétféle verzióban készült. A "Day Version" nélkülözött minden szexuális tartalmat, még a dalszöveget is cenzúrázták, míg a "Night Version" esetében naturálisabb képsorok is kerültek a klipbe. A történet szerint a Scooter tagjai egy villában vesznek részt egy álarcosbálon, ahol épp féktelen orgia zajlik, de a Halál köztük jár, mint álarcos szereplő. Ez a motívum nagyon hasonlít Edgar Allan Poe "A vörös halál álarca" című művére.

## Kislemezek
Az albumról két kislemezt jelentettek meg: Behind The Cow és Lass Uns Tanzen. Ez utóbbi a Scooter első német nyelvű kislemeze (de nem az első német nyelvű számuk).

## Érdekességek
- A lemez borítója egy tisztelgés a Depeche Mode Music for the Masses című lemezének borítója előtt.
- A The Shit That Killed Elvis című számot Jimmy Poppal, a Bloodhound Gang egyik tagjával közösen rögzítették.
- A "Does The Fish Have Chips?" címe a brit punkegyüttes, a Stomp "Buffalo" című számának dalszövegéből jön, pontosan ugyanabból, ahonnét a "How Much is The Fish?" címét is kölcsönözték.
- A Ratty a Scooter egyik álneve, melyen számokat készítettek.
- A "20 Years Of Hardcore" változaton lévő "Taj Mahal" végéről levágták az eredeti kislemezverzióban megtalálható tehénbőgést.

## Feldolgozások
- Horny In Jericho: Richard Strauss – Also Sprach Zarathustra, Megaherz – Licht II
- Behind The Cow: The KLF – What Time Is Love; Blue Oyster Cult – Don't Fear The Reaper
- Does The Fish Have Chips?: Blur – Song 2, Prodigy – Smack My Bitch Up
- The United Vibe: Sven-R-G vs. Bass-T – Going Crazy
- Lass Uns Tanzen: Scotch – Disco Band
- UFO Phenomena: Kraftwerk – Radioactivity
- Ratty's Revenge: She Moved Through The Fair (népdal)
- The Shit That Killed Elvis: Planet Funk – Chase The Sun
- Imaginary Battle: The KLF – Church of the KLF
- Scarborough Affair: Simon & Garfunkel – Scarborough Fair; Sarah McLachlan – The First Noel (DJ Shah Remix)
- Love Is An Ocean: RMB – Love Is An Ocean

## Helyezések

### Nagylemez
| Ország        | Helyezés |
| ------------- | -------- |
| Németország   | 6        |
| Ausztria      | 17       |
| Dánia         | 23       |
| Finnország    | 25       |
| Csehország    | 28       |
| Magyarország  | 28       |
| Svédország    | 30       |
| Lengyelország | 35       |
| Európai Unió  | 49       |
| Svájc         | 66       |

### Kislemezek
| Kislemez        | Németország | Finnország | Magyarország | Ausztria | Hollandia | Svédország | Svájc |
| --------------- | ----------- | ---------- | ------------ | -------- | --------- | ---------- | ----- |
| Behind The Cow  | 17          | 3          | 3            | 22       | 54        | 59         | 78    |
| Lass Uns Tanzen | 19          | 10         | 29           | 41       | -         | -          | -     |